# Энгельгардт, Оттон Маврикиевич
Барон Отто́н Маври́киевич фон-Энгельга́рдт (11 сентября 1860 — 14 декабря 1931) — феллинский городской голова, член IV Государственной думы от Лифляндской губернии.

## Биография
Лютеранин. Из потомственных дворян Лифляндской губернии. Отец — барон Мориц фон Энгельгардт (1828—1881), мать — Амалия Хелена урожденная фон Оттинген (Oettingen, 1835—1914). Домовладелец города Феллина.
Окончил гимназию (1879) и Дерптский университет по юридическому факультету (1884). В 1886 году получил степень кандидата прав.
Поступил на службу и состоял асессором Феллинского орднунгсгерихта, секретарем Перново-Феллинского уездного суда, а затем асессором и секретарем Перново-Феллинского дворянского сиротского суда.
В 1892—1898 годах был присяжным поверенным. В 1896 году был избран гласным Феллинской городской думы, а в 1898 — городским головой, в каковой должности состоял до 1917 года. Кроме того, был почетным мировым судьей. Дослужился до чина статского советника.
В 1912 году был избран в члены Государственной думы от Лифляндской губернии 1-м съездом городских избирателей. Входил во фракцию октябристов, после её раскола — в группу земцев-октябристов. Состоял членом комиссий: по народному образованию, по городским делам, об охоте и по вероисповедным вопросам. 13 июля 1915 года попросил бессрочный отпуск от думских занятий в связи с загруженностью по должности городского головы, одновременно вышел из состава фракции и всех думских комиссий.
Во время Первой мировой войны занимался расквартированием войск в Феллине. В 1918 году был бургомистром города, а в 1919 служил в Прибалтийском ландесвере. Затем эмигрировал в Германию.
В 1920—1921 годах был советником рейхскомиссара по убыткам, понесенным за рубежом. С 1922 года служил в Государственном бюро компенсаций (нем. Reichsentschädigungsamt) в Берлине. Состоял членом Совета лифляндских истинных дворян.
Скончался в 1931 году в Берлине.

## Семья
- Жена — баронесса Елизавета фон-Вольф (12 января 1870, Ницца — ?) 
  - Сын — Фридрих (Friedrich Richard Moritz von Engelhardt, 27 апреля 1893 — 15 декабря 1918, Koik), убит в столкновении с большевиками.
  - Сын — Оттон (Burchard Otto von Engelhardt, 20 марта 1895, Феллин — 20 февраля 1904, там же).
  - Сын — Ханс Хельмут (Hans Hellmuth von Engelhardt, 28 марта 1899, Феллин — ?).